# Čukarka
Čukarka (izvirno srbsko Чукарка) je naselje v Srbiji, ki upravno spada pod Občino Preševo; slednja pa je del Pčinjskega upravnega okraja.

## Demografija
V naselju, katerega izvirno (srbsko-cirilično) ime je Чукарка, živi 307 polnoletnih prebivalcev, pri čemer je njihova povprečna starost 28,9 let (28,5 pri moških in 29,3 pri ženskah). Naselje ima 105 gospodinjstev, pri čemer je povprečno število članov na gospodinjstvo 4,88.
|  |

| Demografija | Demografija     | Demografija     |
| Leto        | Št. prebivalcev | Št. prebivalcev |
| ----------- | --------------- | --------------- |
|             |                 |                 |
|             |                 |                 |
|             |                 |                 |
|             |                 |                 |
| 1948        | 312             |                 |
| 1953        | 328             |                 |
| 1961        | 355             |                 |
| 1971        | 446             |                 |
| 1981        | 483             |                 |
| 1991        | 526             | 487             |
| 2002        | 611             | 512             |
|             |                 |                 |

| Etnična sestava po popisu iz leta 2002 | Etnična sestava po popisu iz leta 2002 | Etnična sestava po popisu iz leta 2002 | Etnična sestava po popisu iz leta 2002 | Etnična sestava po popisu iz leta 2002 |
| -------------------------------------- | -------------------------------------- | -------------------------------------- | -------------------------------------- | -------------------------------------- |
| Albanci                                | Albanci                                |                                        | 427                                    | 83,39%                                 |
| Srbi                                   | Srbi                                   |                                        | 85                                     | 16,60%                                 |
| Neznano                                | Neznano                                |                                        | 0                                      | 0,0%                                   |